# Westerstede
Westerstede egy község Németországban, az Ammerland járásban. Lakosainak száma 23 984 fő (2023. december 31.).

## Földrajza
Westerstede Apen, Edewecht, Bockhorn és Zetel községekkel határos.

## Testvértelepülések
- Pleszew